# Escua extollens
Escua extollens är en fjärilsart som beskrevs av Walker 1858. Escua extollens ingår i släktet Escua och familjen nattflyn. Inga underarter finns listade i Catalogue of Life.